# Calmeilles
Calmeilles  est une commune française située dans l'est du département des Pyrénées-Orientales, en région Occitanie. Sur le plan historique et culturel, la commune est dans la région des Aspres, un minusule territoire roussillonnais compris entre les sillons de la Têt au nord et du Tech au sud qui tire son nom de la nature caillouteuse de ses sols.
Exposée à un climat océanique altéré, elle est drainée par la Canterrane, l'Ample et par divers autres petits cours d'eau. La commune possède un patrimoine naturel remarquable composé de trois zones naturelles d'intérêt écologique, faunistique et floristique.
Calmeilles est une commune rurale qui compte 60 habitants en 2022, après avoir connu un pic de population de 384 habitants en 1821. Elle fait partie de l'aire d'attraction de Perpignan. Ses habitants sont appelés les Calmeillens ou  Calmeillennes.

## Géographie

### Localisation
La commune de Calmeilles se trouve dans le département des Pyrénées-Orientales, en région Occitanie.
Elle se situe à 24 km à vol d'oiseau de Perpignan, préfecture du département, à 10 km de Céret, sous-préfecture, et à 11 km de Thuir, bureau centralisateur du canton des Aspres dont dépend la commune depuis 2015 pour les élections départementales.
La commune fait en outre partie du bassin de vie de Céret.
Les communes les plus proches sont : 
Oms (2,0 km), Taillet (2,8 km), Caixas (3,5 km), Prunet-et-Belpuig (4,2 km), Saint-Marsal (4,6 km), Taulis (4,6 km), Montauriol (4,9 km), Llauro (5,7 km).
Sur le plan historique et culturel, Calmeilles fait partie de la région des Aspres. Compris entre les sillons de la Têt au nord et du Tech au sud, ce minuscule territoire roussillonnais tire son nom de la nature caillouteuse de ses sols.

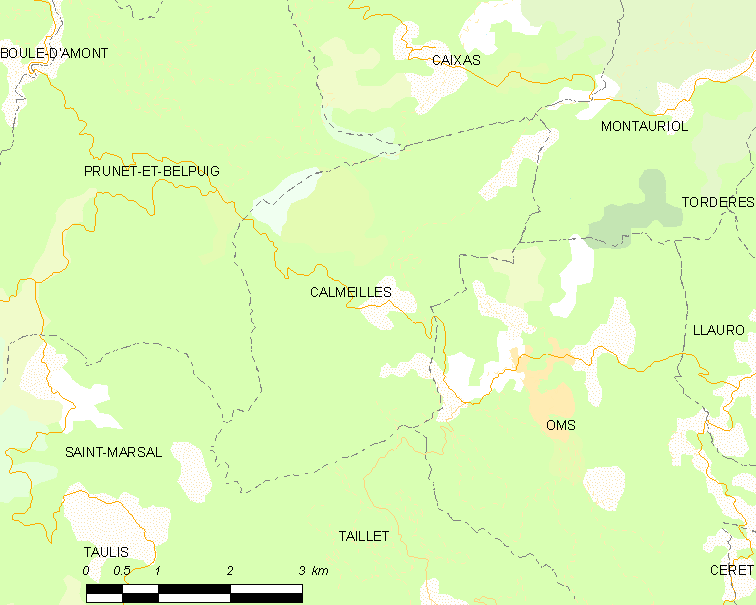
Situation de la commune.

|                   | Caixas     | Montauriol |
| Prunet-et-Belpuig | Calmeilles | Oms        |
| Saint-Marsal      | Taillet    |            |

### Géologie et relief
La superficie de la commune est de 1 322 hectares. L'altitude varie entre 256 et 784 mètres.
La commune est classée en zone de sismicité 3, correspondant à une sismicité modérée.

### Climat
Pour des articles plus généraux, voir Climat de l'Occitanie et Climat des Pyrénées-Orientales.
En 2010, le climat de la commune est de type climat du Bassin du Sud-Ouest, selon une étude du CNRS s'appuyant sur une série de données couvrant la période 1971-2000. En 2020, Météo-France publie une typologie des climats de la France métropolitaine dans laquelle la commune est exposée à un climat méditerranéen et est dans la région climatique Pyrénées orientales, caractérisée par une faible pluviométrie, un très bon ensoleillement (2 600 h/an), un air sec, particulièrement en hiver et peu de brouillards.
Pour la période 1971-2000, la température annuelle moyenne est de 12,9 °C, avec une amplitude thermique annuelle de 14,8 °C. Le cumul annuel moyen de précipitations est de 733 mm, avec 6,4 jours de précipitations en janvier et 4,1 jours en juillet. Pour la période 1991-2020, la température moyenne annuelle observée sur la station météorologique la plus proche, située sur la commune de Caixas à 3 km à vol d'oiseau, est de 15,5 °C et le cumul annuel moyen de précipitations est de 729,7 mm,. Pour l'avenir, les paramètres climatiques de la commune estimés pour 2050 selon différents scénarios d’émission de gaz à effet de serre sont consultables sur un site dédié publié par Météo-France en novembre 2022.

### Milieux naturels et biodiversité
L’inventaire des zones naturelles d'intérêt écologique, faunistique et floristique (ZNIEFF) a pour objectif de réaliser une couverture des zones les plus intéressantes sur le plan écologique, essentiellement dans la perspective d’améliorer la connaissance du patrimoine naturel national et de fournir aux différents décideurs un outil d’aide à la prise en compte de l’environnement dans l’aménagement du territoire.
Deux ZNIEFF de type 1 sont recensées sur la commune :
la « grotte de Calmeilles » (88 ha) et 
les « massifs du Mont Hélène et du Montner » (327 ha), couvrant 3 communes du département
et une ZNIEFF de type 2, : 
le « massif des Aspres » (28 819 ha), couvrant 37 communes du département.

Carte des ZNIEFF de type 1 et 2 à Calmeilles.
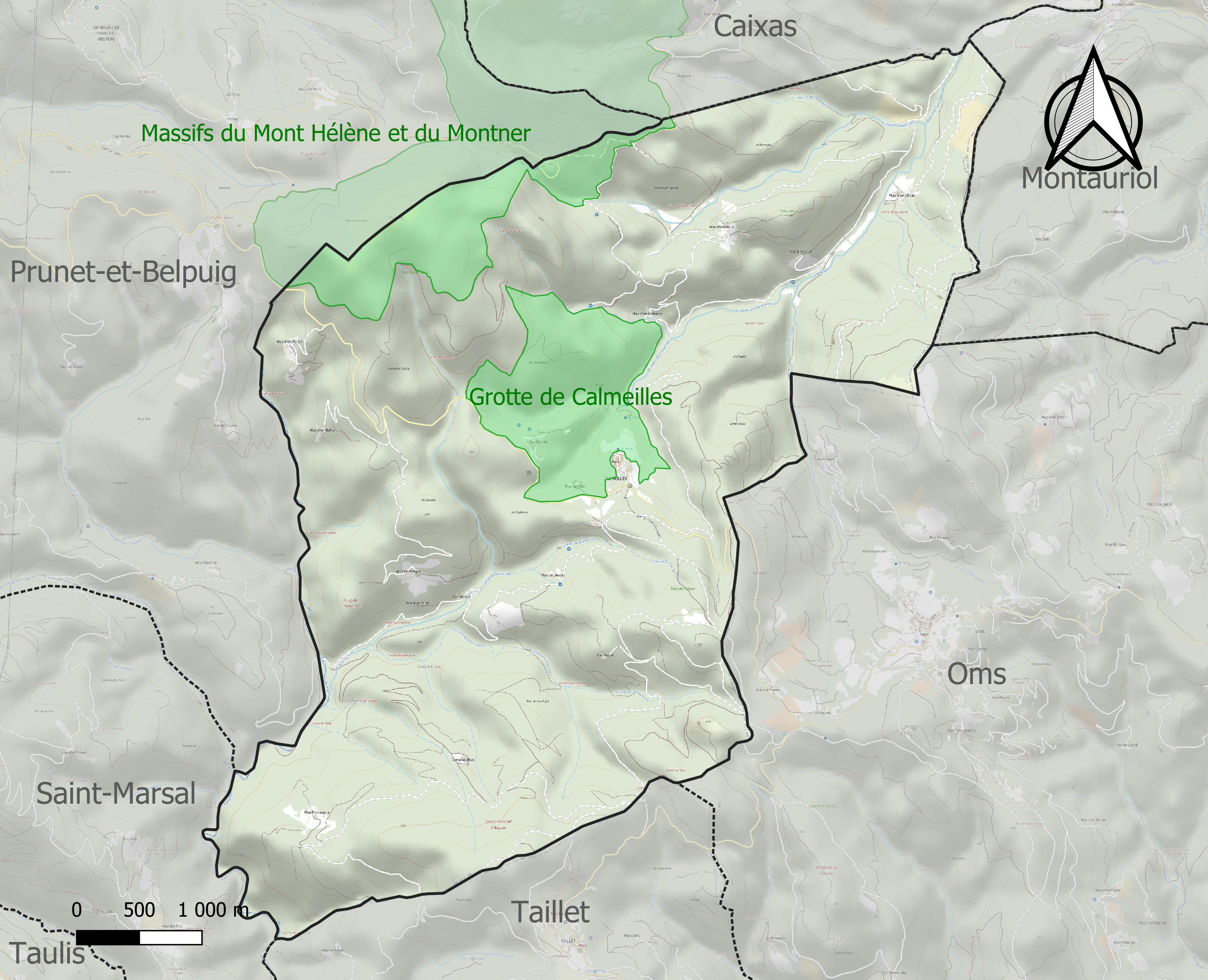
Carte des ZNIEFF de type 1 sur la commune.
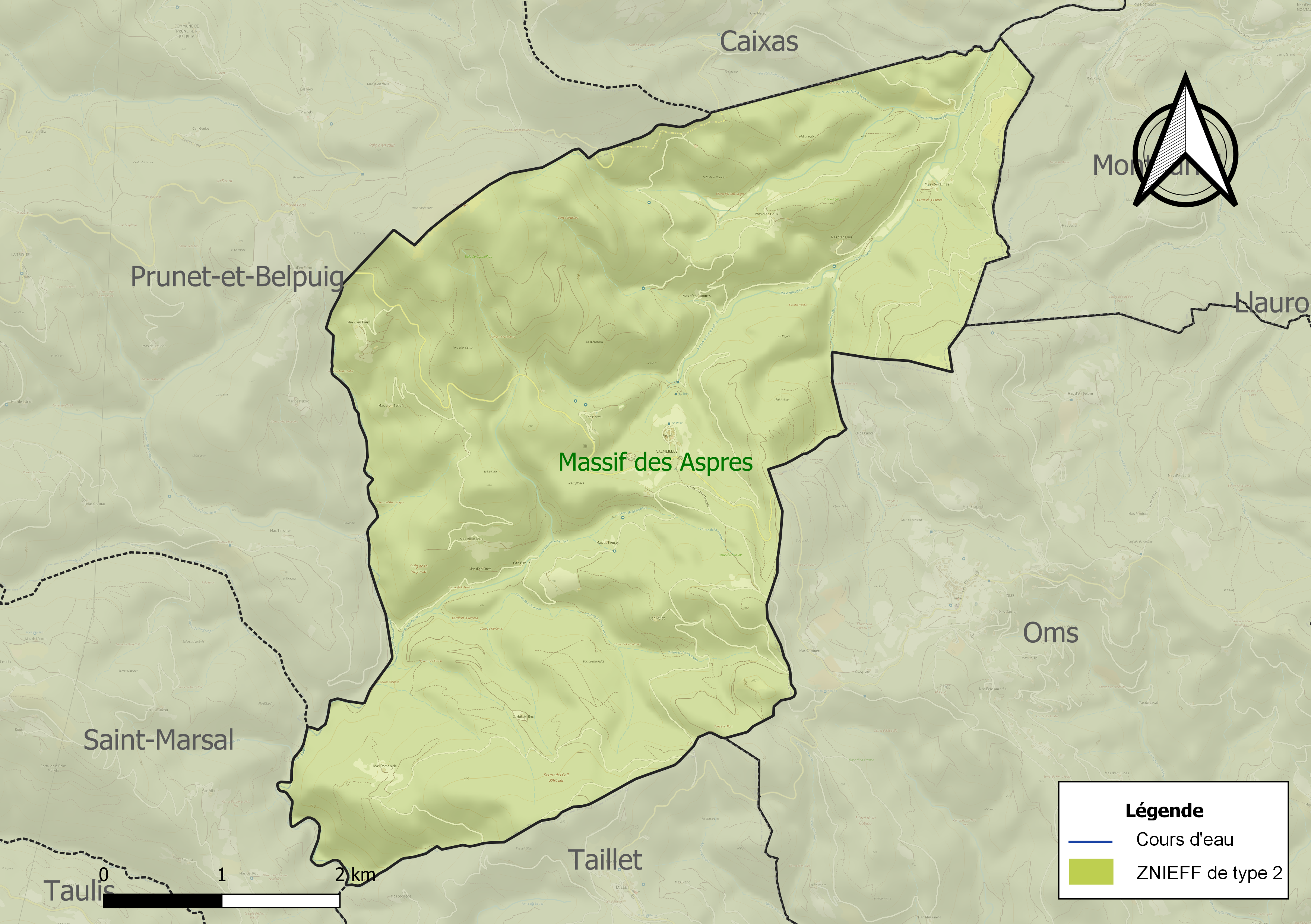
Carte de la ZNIEFF de type 2 sur la commune.

## Urbanisme

### Typologie
Au 1er janvier 2024, Calmeilles est catégorisée commune rurale à habitat très dispersé, selon la nouvelle grille communale de densité à sept niveaux définie par l'Insee en 2022.
Elle est située hors unité urbaine. Par ailleurs la commune fait partie de l'aire d'attraction de Perpignan, dont elle est une commune de la couronne,. Cette aire, qui regroupe 118 communes, est catégorisée dans les aires de 200 000 à moins de 700 000 habitants,.

### Occupation des sols
L'occupation des sols de la commune, telle qu'elle ressort de la base de données européenne d’occupation biophysique des sols Corine Land Cover (CLC), est marquée par l'importance des forêts et milieux semi-naturels (93,9 % en 2018), en augmentation par rapport à 1990 (87,4 %). La répartition détaillée en 2018 est la suivante : 
forêts (82,8 %), milieux à végétation arbustive et/ou herbacée (9,4 %), zones agricoles hétérogènes (6,1 %), espaces ouverts, sans ou avec peu de végétation (1,8 %). L'évolution de l’occupation des sols de la commune et de ses infrastructures peut être observée sur les différentes représentations cartographiques du territoire : la carte de Cassini (XVIIIe siècle), la carte d'état-major (1820-1866) et les cartes ou photos aériennes de l'IGN pour la période actuelle (1950 à aujourd'hui).

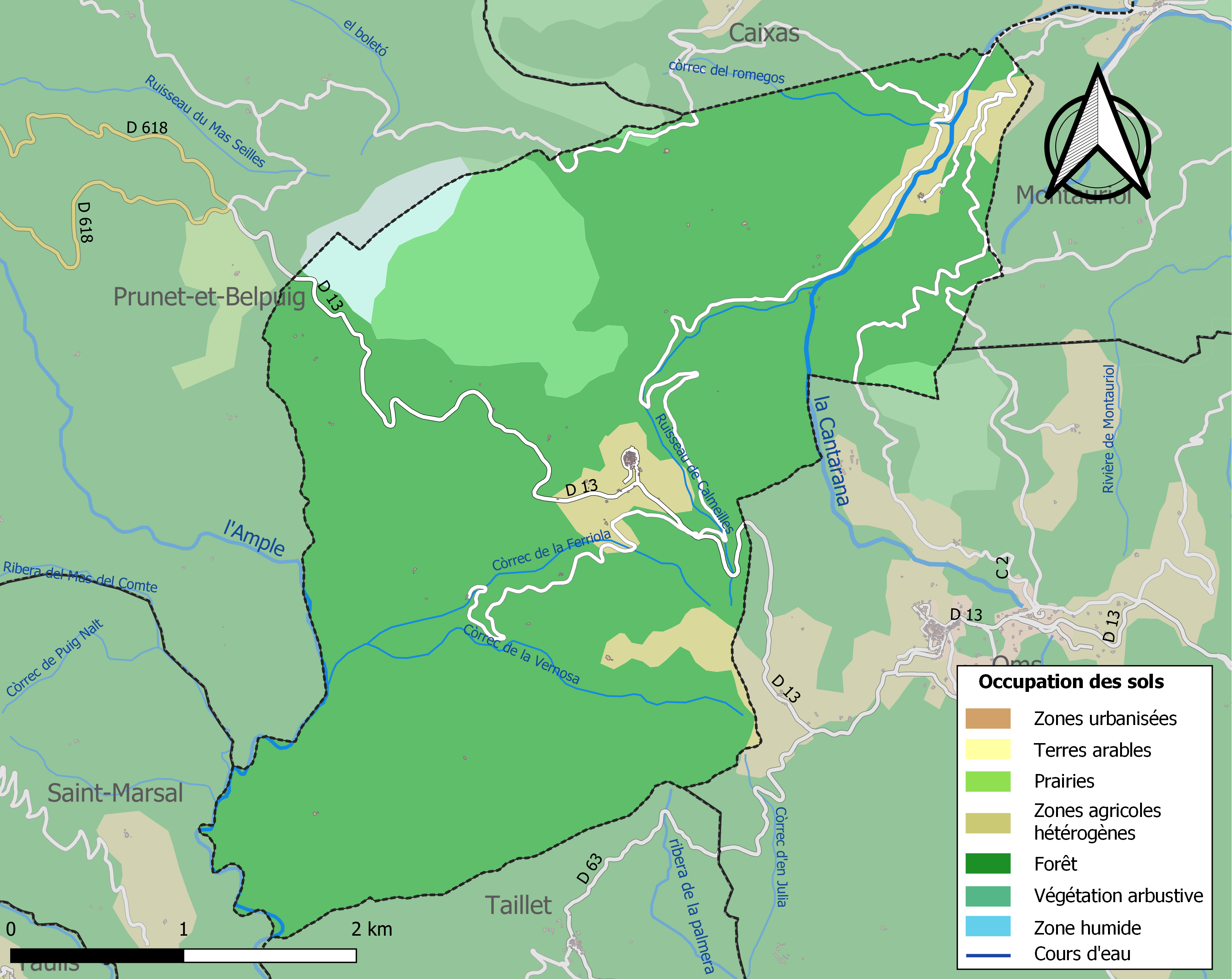
Carte des infrastructures et de l'occupation des sols de la commune en 2018 (CLC).

### Risques majeurs
Le territoire de la commune de Calmeilles est vulnérable à différents aléas naturels : inondations, climatiques (grand froid ou canicule), feux de forêts, mouvements de terrains et séisme (sismicité modérée). Il est également exposé à un risque particulier, le risque radon,.

#### Risques naturels
Certaines parties du territoire communal sont susceptibles d’être affectées par le risque d’inondation par crue torrentielle de cours d'eau du bassin du Réart.
Les mouvements de terrains susceptibles de se produire sur la commune sont soit des mouvements liés au retrait-gonflement des argiles, soit des glissements de terrains, soit des chutes de blocs. Une cartographie nationale de l'aléa retrait-gonflement des argiles permet de connaître les sols argileux ou marneux susceptibles vis-à-vis de ce phénomène.

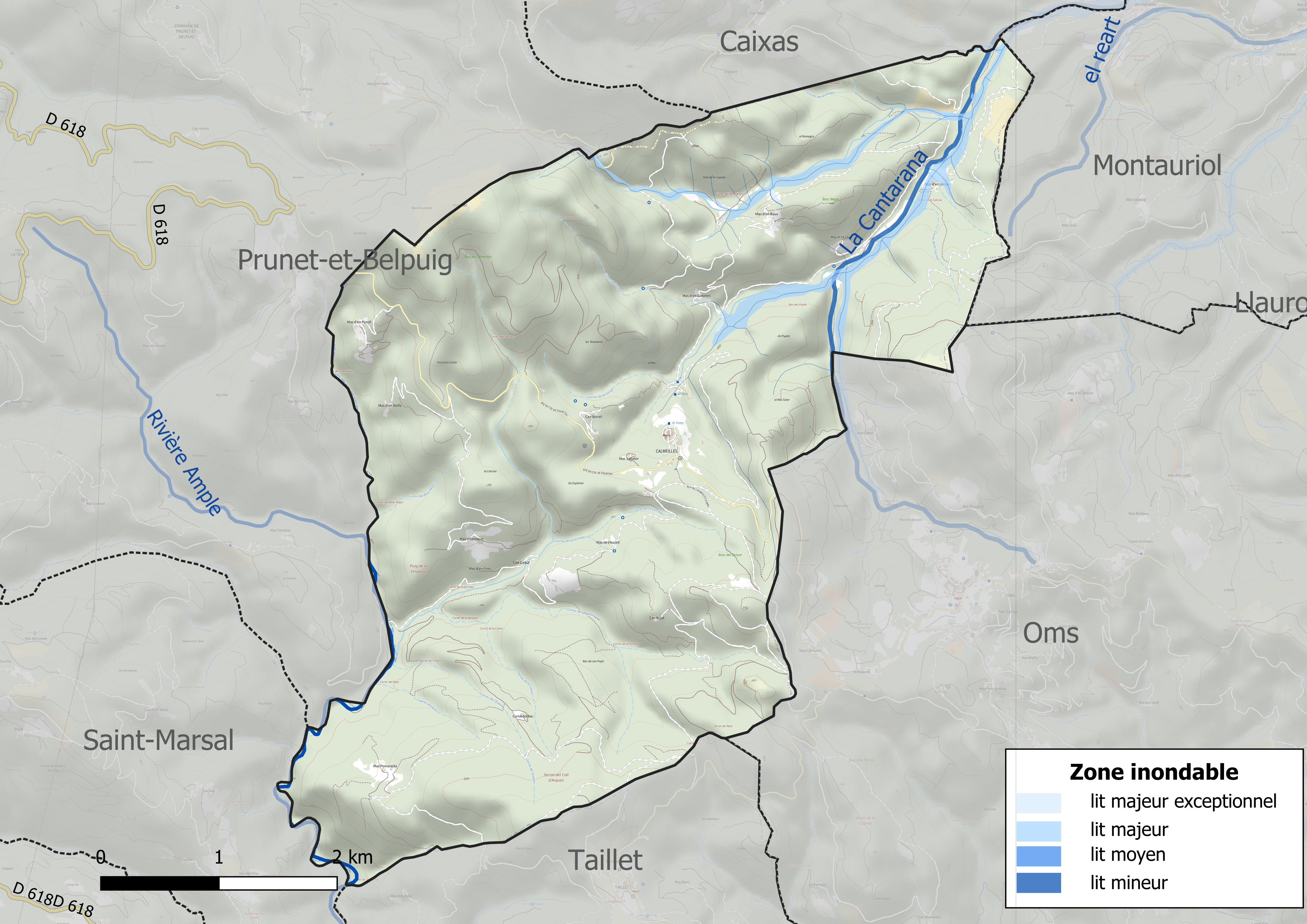
Carte des zones inondables.
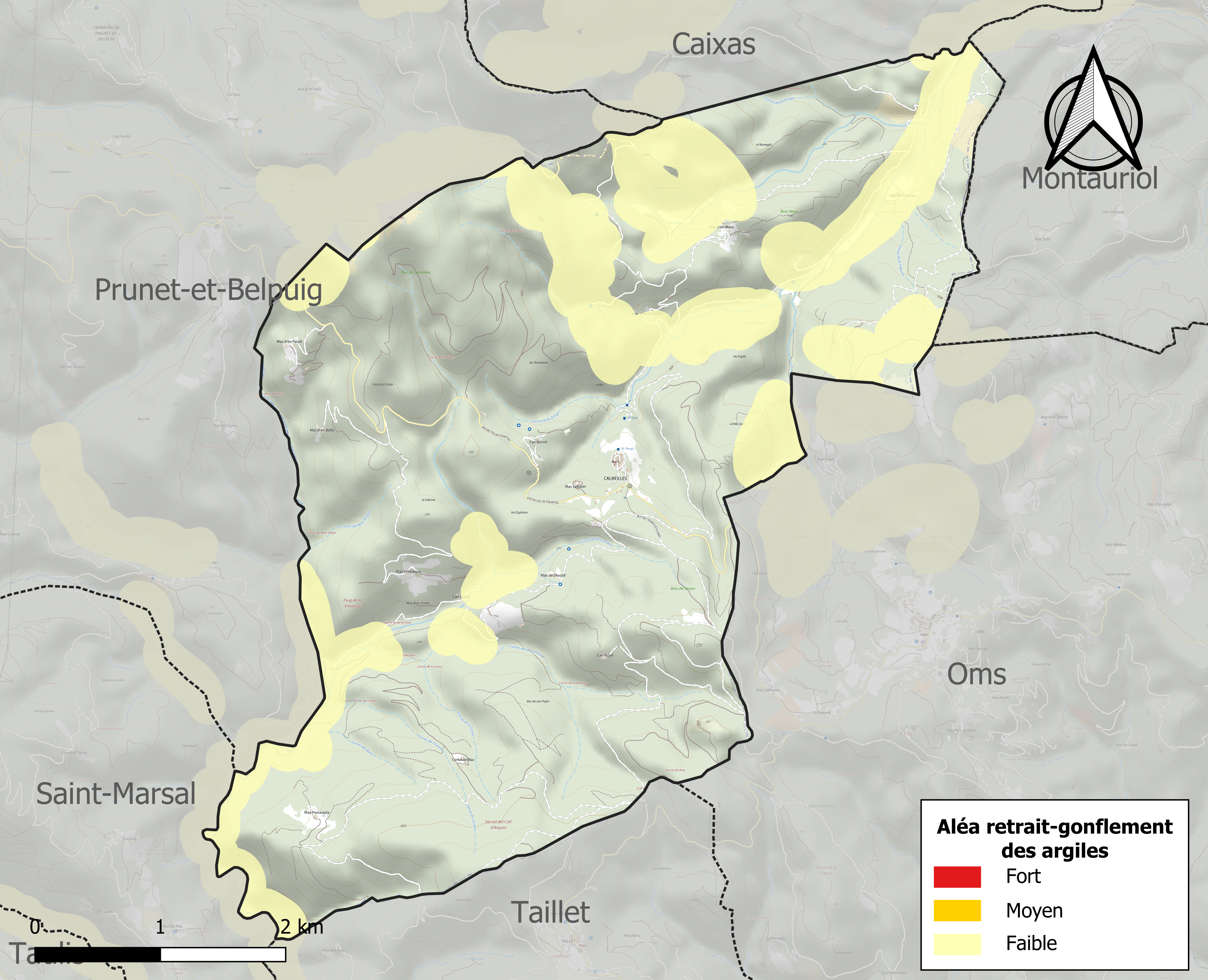
Carte des zones d'aléa retrait-gonflement des argiles.

#### Risque particulier
Dans plusieurs parties du territoire national, le radon, accumulé dans certains logements ou autres locaux, peut constituer une source significative d’exposition de la population aux rayonnements ionisants. Toutes les communes du département sont concernées par le risque radon à un niveau plus ou moins élevé. Selon la classification de 2018, la commune de Calmeilles est classée en zone 3, à savoir zone à potentiel radon significatif.

## Toponymie
En catalan, le nom de la commune est Calmella.
Les premières formes du nom de Calmeilles sont ipsas Calmezelas en 853 et Calmicella en 929. On rencontre aussi Calmelas en 1720. En 1801 au Bulletin des Lois, on trouve encore en concurrence les formes Calmeilla et Calmeilles.

## Politique et administration

### Canton
La commune de Calmeilles fait partie du canton de Céret depuis sa création en 1790.
À compter des élections départementales de 2015, la commune est incluse dans le nouveau canton des Aspres.

### Tendances politiques et résultats
Aux élections présidentielles de 2012, lors du premier tour, cette commune a réalisé le score le plus élevé de France en faveur de Jean-Luc Mélenchon avec 60,61 % des voix exprimées.

### Liste des maires
| Période    | Période   | Identité       | Étiquette | Qualité |
| ---------- | --------- | -------------- | --------- | ------- |
|            |           |                |           |         |
| avant 1988 | ?         | Roger Baux     |           |         |
| mars 2001  | mars 2014 | Brigitte Baux  | DVG       |         |
| mars 2014  | En cours  | Gérard Chinaud |           |         |

## Population et société

### Démographie ancienne
La population est exprimée en nombre de feux (f) ou d'habitants (H).
| 1365 | 1378 | 1470 | 1515 | 1553 | 1643 | 1709 | 1720 | 1730 |
| ---- | ---- | ---- | ---- | ---- | ---- | ---- | ---- | ---- |
| 16 f | 14 f | 9 f  | 8 f  | 16 f | 22 f | 40 f | 28 f | 42 f |

| 1767  | 1774 | 1789 | - | - | - | - | - | - |
| ----- | ---- | ---- | - | - | - | - | - | - |
| 280 H | 65 f | 64 f | - | - | - | - | - | - |

Note :
- 1774 : Calmelas et Belpux

### Démographie contemporaine
L'évolution du nombre d'habitants est connue à travers les recensements de la population effectués dans la commune depuis 1793. Pour les communes de moins de 10 000 habitants, une enquête de recensement portant sur toute la population est réalisée tous les cinq ans, les populations de référence des années intermédiaires étant quant à elles estimées par interpolation ou extrapolation. Pour la commune, le premier recensement exhaustif entrant dans le cadre du nouveau dispositif a été réalisé en 2006.

En 2022, la commune comptait 60 habitants, en stagnation par rapport à 2016 (Pyrénées-Orientales : +3,92 %, France hors Mayotte : +2,11 %).
| 1793 | 1800 | 1806 | 1821 | 1831 | 1836 | 1841 | 1846 | 1851 |
| ---- | ---- | ---- | ---- | ---- | ---- | ---- | ---- | ---- |
| 254  | 268  | 320  | 384  | 326  | 352  | 365  | 361  | 318  |

| 1856 | 1861 | 1866 | 1872 | 1876 | 1881 | 1886 | 1891 | 1896 |
| ---- | ---- | ---- | ---- | ---- | ---- | ---- | ---- | ---- |
| 364  | 330  | 299  | 285  | 285  | 265  | 248  | 240  | 228  |

| 1901 | 1906 | 1911 | 1921 | 1926 | 1931 | 1936 | 1946 | 1954 |
| ---- | ---- | ---- | ---- | ---- | ---- | ---- | ---- | ---- |
| 237  | 232  | 244  | 169  | 157  | 143  | 116  | 90   | 50   |

| 1962 | 1968 | 1975 | 1982 | 1990 | 1999 | 2006 | 2011 | 2016 |
| ---- | ---- | ---- | ---- | ---- | ---- | ---- | ---- | ---- |
| 47   | 45   | 46   | 37   | 41   | 42   | 57   | 65   | 60   |

| 2021 | 2022 | - | - | - | - | - | - | - |
| ---- | ---- | - | - | - | - | - | - | - |
| 60   | 60   | - | - | - | - | - | - | - |

| selon la population municipale des années : | 1968 | 1975 | 1982 | 1990 | 1999 | 2006 | 2009 | 2013 |
| Rang de la commune dans le département      | 219  | 191  | 217  | 215  | 205  | 201  | 196  | 197  |
| Nombre de communes du département           | 232  | 217  | 220  | 225  | 226  | 226  | 226  | 226  |

### Manifestations culturelles et festivités
- Fête patronale : 1er dimanche d'août[39] ;
- Fête communale : 25 avril[39] ;
- Pèlerinage à la chapelle Nostra Senyora del Coll : 8 septembre[39].

## Économie

### Emploi
|                | 2008   | 2013   | 2018   |
| -------------- | ------ | ------ | ------ |
| Commune        | 5,3 %  | 10 %   | 23,3 % |
| Département    | 10,3 % | 12,9 % | 13,3 % |
| France entière | 8,3 %  | 10 %   | 10 %   |

En 2018, la population âgée de 15 à 64 ans s'élève à 42 personnes, parmi lesquelles on compte 60,5 % d'actifs (37,2 % ayant un emploi et 23,3 % de chômeurs) et 39,5 % d'inactifs,. En  2018, le taux de chômage communal (au sens du recensement) des 15-64 ans est supérieur à celui du département et de la France, alors qu'en 2008 la situation était inverse.
La commune fait partie de la couronne de l'aire d'attraction de Perpignan, du fait qu'au moins 15 % des actifs travaillent dans le pôle,. Elle compte 7 emplois en 2018, contre 9 en 2013 et 4 en 2008. Le nombre d'actifs ayant un emploi résidant dans la commune est de 16, soit un indicateur de concentration d'emploi de 43,5 % et un taux d'activité parmi les 15 ans ou plus de 49,1 %.
Sur ces 16 actifs de 15 ans ou plus ayant un emploi, 4 travaillent dans la commune, soit 25 % des habitants. Pour se rendre au travail, 50 % des habitants utilisent un véhicule personnel ou de fonction à quatre roues, 18,8 % les transports en commun, 31,3 % s'y rendent en deux-roues, à vélo ou à pied.

### Activités hors agriculture
4 établissements sont implantés  à Calmeilles au 31 décembre 2019.
Le secteur des activités spécialisées, scientifiques et techniques et des activités de services administratifs et de soutien est prépondérant sur la commune puisqu'il représente 50 % du nombre total d'établissements de la commune (2 sur les 4 entreprises implantées  à Calmeilles), contre 13 % au niveau départemental.

### Agriculture
|               | 1988 | 2000 | 2010 | 2020 |
| ------------- | ---- | ---- | ---- | ---- |
| Exploitations | 5    | 2    | 1    | 1    |
| SAU (ha)      | 7    | 121  | 140  | 56   |

La commune est dans les « Vallespir et Albères », une petite région agricole située dans le sud du département des Pyrénées-Orientales. En 2020, l'orientation technico-économique de l'agriculture  sur la commune est l'élevage de bovins, pour la viande. Une seule  exploitation agricole ayant son siège dans la commune est recensée lors du recensement agricole de 2020 (cinq en 1988). La superficie agricole utilisée est de 56 ha,,.

## Culture locale et patrimoine

### Monuments et lieux touristiques
- L'église paroissiale Saint-Félix est mentionnée dès l'an 959 dans une donation à l'église d'Elne. L’édifice actuel, de style roman, date du XIIe siècle. Il s'agit d'une église à nef unique avec une abside semi-circulaire où l'on peut voir des arcatures lombardes, et quelques éléments sculptés. L'église renferme également une statue de la Vierge de style roman, datée du XIIe siècle, et connue sous le nom de Mare de Déu de la Salut ( Inscrit MH (1964)[43]).
- La chapelle Notre-Dame del Coll remonte, dans sa forme actuelle, au XVe siècle. Pillée plusieurs fois, la Vierge à l'enfant qu'elle abritait a été transférée à l'église Saint-Félix[27].